# Воробьёво (Рузский городской округ)
Воробьёво — деревня в Рузском районе Московской области, входящая в состав сельского поселения Старорузское. До 2006 года Воробьёво входило в состав Старорузского сельского округа.
Деревня расположена в центре района, на левом берегу реки Руза, в 4,5 км к юго-востоку от Рузы. Высота центра деревни над уровнем моря 207 м. Ближайшие населённые пункты — Городилово в 600 м западнее, посёлок Горбово на противоположном берегу реки, Вражеское в 500 м к юго-востоку, а также в 500 м к югу — Тимохино. Через Воробьёво проходит автодорога А108 Московское большое кольцо.

## Население
| 2002 | 2006 | 2010 |
| ---- | ---- | ---- |
| 599  | ↗611 | ↘583 |